# Une vie gaspilleé
Une vie gaspilleé er den franske titel på en dansk film stum dramafilm fra 1910 produceret af Continental Films Compagni. Filmens instruktør er ukendt. 
Filmen er ikke kendt under sin danske titel, men har været i fransk distribution under titlen Une vie gaspilleé (da.: Et spildt Liv).

## Handling
En mand sidder derhjemme og drikker dagen lang, mens hans datter forsøger – uden held – at tage flasken fra ham. Men farens hang til flasken går i arv. Da datteren først får smag for alkoholens virkning, stikker hun af fra sit hårde arbejdsliv hos forældrene og fører en sorgløs tilværelse i byens natteliv. Sorgløsheden varer ikke længe, og snart får hendes valg konsekvenser.